# Manfred Matuschewski
Manfred Matuschewski (República Democrática Alemana, 2 de septiembre de 1939) fue un atleta alemán especializado en la prueba de 800 m, en la que consiguió ser campeón europeo en 1969.

## Carrera deportiva
En el Campeonato Europeo de Atletismo de 1962 ganó la medalla de oro en los 800 metros, con un tiempo de 1:50.5 segundos, llegando a meta por delante del soviético Valeriy Bulyshev y del también alemán Paul Schmidt (bronce con 1:51.2 s).
Varios años después, en el Campeonato Europeo de Atletismo de 1969 ganó la medalla de bronce en la misma prueba, con un tiempo de 1:46.8 segundos, llegando a meta tras su compatriota alemán Dieter Fromm que con 1:45.9 s igualaba el récord de los campeonatos, y el checoslovaco Jozef Plachý (plata con 1:46.2 segundos).